# 시노부가오카역
시노부가오카역(일본어: 忍ヶ丘駅 , しのぶがおかえき 시노부가오카에키[*])은 일본 오사카부 시조나와테시에 위치한 서일본 여객철도의 역이다. 시조나와테시에 소재한 유일한 서일본 여객철도 소속 역으로 인접한 시조나와테역 또한 시조나와테시에 소재해있다고 오해받기 쉬우나 시조나와테역은 엄연히 따지면 다이토시에 위치해 있다.

## 역 구조
상대식 승강장으로 2면 2선의 고가역이다. 개찰구는 1층에 있으며 교바시 방면으로 1개소만 존재한다. 2006년 1월부터 엘리베이터가 사용되기 시작했다. 이코카 및 제휴 교통카드의 사용이 가능하다.

### 승강장
| 1 | ■ 갓켄토시 선 (하행선) | 시조나와테・교바시 방면 |
| 2 | ■ 갓켄토시 선 (상행선) | 마쓰이야마테・기즈 방면 |

## 역사
- 1953년 5월 1일: 호시다 ~ 시조나와테 간에 개업하였다.
- 1979년 10월 1일: 복선·고가화 완성에 따라 상대식 2면 2선의 승강장이 되었다.
- 1987년 4월 1일: 민영화에 의해 서일본 여객철도의 소속이 되었다.
- 2003년 11월 1일: 이코카의 사용이 개시되었다.

## 인접정차역
| 서일본 여객철도 가타마치 선 | 서일본 여객철도 가타마치 선   | 서일본 여객철도 가타마치 선 |
| --------------------------- | ----------------------------- | --------------------------- |
| 히가시네야가와 기즈 방면    | ■ 갓켄토시 선 구간쾌속 · 보통 | 시조나와테 교바시 방면      |